# کارملا
لیا ون دیل (به انگلیسی:Leah Van Dale، زاده ۲۳ اکتبر ۱۹۸۷) یک کشتی‌گیر حرفه‌ای، رقصنده و مدل آمریکایی است که در حال حاضر با دبلیودبلیوئی قرارداد دارد و در برند دبلیودبلیوئی را با نام کارملا فعالیت می‌کند. وی هم‌اکنون همراه با کویین زلینا عنوان قهرمانی تگ تیم زنان دبلیودبلیوئی را در اختیار دارد.
در ژوئن ۲۰۱۳ ون دیل قراردادی با کمپانی دبلیودبلیوئی امضا کرد و به برند توسعه‌دهنده ان‌اکس‌تی در اورلندو، فلوریدا انتقال پیدا کرد. در اکتبر ۲۰۱۴ او به عنوان مدیر و هماهنگ‌کننده وارد تگ تیم انزو امور و کالین کسدی شد. در ژوئیه ۲۰۱۶ او نخستین حضور خود در فهرست اصلی کشتی‌گیران برند اسمک‌داون را تجربه کرد.